# Авекова (река)
Авекова (коряк. Авʼъек, Авʼъеквʼаям) — река в России, протекает по Северо-Эвенскому району Магаданской области. Протяжённость реки 205 км (по другим данным — 204 км). Площадь водосбора 3040 км².
Начинается на северном склоне Тайнынотского хребта северо-западнее вершины 1072 у границы Магаданской и Камчатской области. В верховьях течёт по гористой местности с юга на север, затем выходит в холмистую местность и приобретает западное направление течения. От места слияния с правым притоком Стремительным река поворачивает на запад и течет по болотистой тундре. Русло реки на этом участке очень извилистое. Между устьями Стремительного и Ягодного ширина русла реки — 23 метра, глубина — 0,3 метра, скорость течения воды — 1 м/с. Далее река расширяется (ниже устья Озёрного имеет ширину 58 м) и входит в достаточно узкую межгорную долину. На этом участке река петляет. Выше устья Гранитного её ширина достигает 80 м. На левом берегу, у устья Пилгына, стоят нежилые избы. В низовьях протекает по болотистой, обильной озёрами, равнине. Впадает в Гижигинскую губу Охотского моря. Устье реки образует мелководную лагуну. Около устья, на левом берегу лагуны, расположена нежилая деревня Авекова.
В местности, лежащей в районе слияния Авековы с Пилгыном, расположено рассыпное месторождение золота.
Авекова является местом нереста горбуши, кеты, нерки, корюшки, хариуса, налима, гольца. Приустьевая часть Гижигинского залива и низовья реки определены в качестве рыбопромыслового участка.
По долине ручья Спокойный — левого притока реки — проходит тракторная дорога, по которой можно попасть на реку Колымак (левый приток реки Парень), и далее по дороге в посёлок Верхний Парень Северо-Эвенского района Магаданской области.
Климат бассейна реки субарктический. Средний максимум температуры равен +23 °C и приходится на июнь-июль, минимум равен −32 °C, приходится на декабрь-февраль. Среднегодовая температура равна −4,1 °C. Средняя толщина снегового покрова — 60 см.
Название реки происходит из корякского языка. Авʼъек, Авʼъеквʼаям означает «саранная река».
От левого притока Инуйкан (Инчик) вниз по течению река пригодна для сплава на резиновых лодках.

## Притоки
Объекты перечислены по порядку от устья к истоку.
- 39 км: Красовский Исток[9] (пр.)
- 39 км: руч. Малая Медвежка (лв.)
- 53 км: руч. Большая Медвежка (лв.)
- 54 км: руч. Туманный (лв.)
- 64 км: руч. Свободный (лв.)
- 96 км: руч. Собачий (пр.)
- 112 км: Пилгын (лв.)
- 118 км: руч. Извилистый (пр.)
- 120 км: руч. Спокойный (пр.)
- 122 км: руч. Гусиный (лв.)
- 139 км: Инуйкан (Инчик) (лв.)
- 152 км: руч. Озерный (Мал. Куйвивеем) (лв.)
- 161 км: руч. Длинный (лв.)
- 166 км: Ягодный[2] (лв.)
- 177 км: без названия (пр.)
- 179 км: Сквозной[2] (лв.)
- 188 км: Стремительный[2] (пр.)

## Данные водного реестра
По данным государственного водного реестра России относится к Анадыро-Колымскому бассейновому округу, водохозяйственный участок реки — Бассейны рек Охотского моря от западной границы бассейна р. Пенжина до южной границы бассейна р. Тахтаяма. Речной бассейн реки — Бассейны рек Охотского моря от Пенжины до хр. Сунтар-Хаята.
Код объекта в государственном водном реестре — 19100000112119000133832.